# ぼくのぴこ
『ぼくのぴこ』は、2006年9月7日にソフト・オン・デマンドから発売された日本の成人向けOVA。少年愛をテーマに据えた、世界初のショタアニメである。シリーズぴこの1作目にあたり、正式には『シリーズぴこ1 ぼくのぴこ』と言う。

## 概要
ショタアニメシリーズ「シリーズぴこ」の第1作目という位置付けにあり、当該分野のファンの中では記念碑的存在にもなっている。
製作の発表は早くから告知されていたが、資金的な問題や品質の面などで一時は支障を来し発売は遅れた。しかしソフト・オン・デマンド2006年9月期売上第1位を獲得するなど高い評価をされた。
2作目として『ぴことちこ』が2007年4月19日に発売されたほか、2007年11月8日には、『ぼくのぴこ』を一般向けに再編集したバージョン『pico〜ぼくの小さな夏物語〜』が発売された。

## ストーリー
いつものように仕事をサボって海浜公園へと出掛けるタモツ。観光地によくある、コインを入れる双眼鏡で海を物色していると、その中に全裸で泳ぐ少女を見付ける。思わず息を飲み、見入ってしまうが、そこで双眼鏡が切れてしまう。慌ててコインを投入したが、レンズの向うにはすでにその少女の姿はなかった。
馴染の喫茶店に向うタモツ。すると驚いたことに奥から、海浜公園で見たあの少女が現れた。マスターが言うには、夏休みに田舎から出てきた孫のぴこで、その間だけ喫茶店を手伝っているらしい。そして、人見知りをする子だが、良ければ遊んでやってほしいと頼まれる。
かくして、ぴこと公園に遊びに出掛けるタモツ。そのような中、彼女の可憐さにひかれていくが、その時に到ってぴこが男の子であることを初めて悟る。だが、タモツの心と身体はすでに止められないところにまで来ていた。

## スタッフ
- 主要スタッフ
  - 原作 - ナチュラルハイ
  - 製作総指揮 - とっちん（ナチュラルハイ）
  - 監督 - 谷田部勝義
  - 脚本 - 高山カツヒコ
  - 演出 - とよますたかひろ
  - キャラクター原案 - 彩画堂
  - キャラクターデザイン・作画監督 - よし天
  - 美術 - 腹八男
  - 色彩設定 - 鈴城るみこ
  - 撮影 - デジタルギア
  - 編集 - MIYA
  - 音楽 - 忍
  - 音楽ディレクター・サウンドデザイン - Dr.T
  - 音響監督 - 金子政路
  - 音響制作 - シュガーボーイ
  - 制作プロデューサー - 青木健
  - プロデューサー - GOLDENBOYこと金子政路
  - アニメーション制作 - シュガーボーイ、ブルーキャッツ
  - 製作・受審・発売 - ナチュラルハイ
  - 制作 - シュガーボーイ
  - 販売元 - ソフト・オン・デマンド
- 「特典」スタッフ
  - 副音声・特典脚本 - 大森ごはん
  - 副音声・特典サウンドデザイン - かばやつよし

## 主題歌
「恋をしようよ」
作詞 - 金子政路 / 作曲・編曲 - 忍 / 歌 - ぴこ

## 制作

### 企画
本作は、とっちんがインターネット上でかわいい少女の写真を見つけたと思ったら男だったという経験にヒントを得てつくられた。とっちんは、ショタもののアダルトアニメを制作したいと考え、アダルトアニメのプロデューサーである金子政路との打ち合わせの中でそのようなジャンルのイラストを見せた。
その後、イラストが彩画堂の同人誌に収録されていた作品だったことが判明し、キャラクターのデザインの原案を彩画堂に依頼した。
とっちんは「ショタの間口をもっと広めるためにぴこに女装をさせた」とサイゾーとのインタビューの中で答えており、可愛いものは性別に関係なくかわいいことを示したかったと述べている。また、金子も「ぴこは性別を超えた究極のアイドルであり、男性に彼のような男のことだったらエッチなことをしたいと思わせることを前提としている」と述べており、キャラクターの設定に時間を費やしたことを明らかにしている。
当初、ぴこにあたるキャラクターは包茎の包を中国語読みにした「ぱお」という名前にするつもりだったが、既に別のところで使われていたため、「ぴこ」に変更された（「先のとっちんのインタビューに「某ゲーム」とある点と本作の制作時期から、『ザ・キング・オブ・ファイターズ'99』などに登場する包のことと思われる）。

## 反響

### 批評
おたぽるの穴リスト猫は本作がショタアニメの名作になったのは制作者が「よいものを作ろう」という熱意をもってしっかりと作ったからであるとみており、アダルトアニメファンには歴史を知る上でも見てほしいと述べている。

### 受賞歴
- ソフト・オン・デマンド2006年9月期売上第1位
- amazon.co.jpアダルトアニメランキング瞬間順位第1位[2]
- amazon.co.jp2006年9月第2週目アダルト部門第1位